# 양용량
양용량(중국어 간체자: 杨泳梁, 정체자: 楊泳樑, 병음: Yáng Yǒngliáng, 1980년 7월 27일 ~ )은 중국의 현대 예술가이다.
그는 1996년에 상하이공예미술학원(중국어 간체자: 上海工艺美术学院)에서 디자인을 전공하기 전, 수목화와 서예를 공부했다. 1999년부터는 중국미술학원(중국어 정체자: 中國美術學院) 상하이 캠퍼스에서 시각 커뮤니케이션 디자인과(중국어 정체자: 視覺傳達設計系)를 다녔다. 2005년 “새로운 형식의 현대 예술을 만드는 것”을 목표로 예술 활동을 시작했다.
현재 상하이에 거주하며 활동하고 있다.